# Križevačka kukmasta kokoš
Križevačka kukmasta kokoš je hrvatska pasmina kokoši. Hrvatski savez udruga uzgajatelja malih životinja priznao ju je 7. studenoga 2014. u sklopu 17. gospodarskog i obrtničkog sajma Koprivničko-križevačke županije koji se održava u Križevcima.